# Alvin Bragg
Alvin Leonard Bragg Jr. (New York, 21 ottobre 1973) è un politico e avvocato statunitense, procuratore distrettuale della contea di New York per il Partito Democratico dal 1º gennaio 2022.
In precedenza è stato viceprocuratore generale capo di New York e assistente del procuratore degli Stati Uniti nel distretto meridionale di New York.
Nel 2024 è diventato il primo procuratore distrettuale di Manhattan a ottenere la condanna di un ex presidente degli Stati Uniti, nei confronti di Donald Trump.

## Biografia
Originario di Harlem, Bragg è cresciuto a Striver's Row, diplomandosi alla Trinity School dell'Upper West Side. Si è quindi laureato all'Università di Harvard, prima ottenendo un Bachelor of Arts in scienze politiche e poi un Juris Doctor.
Dopo gli studi, Bragg ha trascorso un anno come assistente legale del giudice Robert P. Patterson Jr. della Corte distrettuale degli Stati Uniti per il distretto meridionale di New York. In seguito è entrato a far parte dello studio legale Morvillo Abramowitz Grand Iason & Anello come associato, specializzandosi sulle frodi dei colletti bianchi e sui diritti civili. Nel 2003 è entrato a far parte dell'ufficio del procuratore generale di New York sotto la guida di Eliot Spitzer, prima di diventare capo del contenzioso e delle indagini per il Comune di New York. Nel 2009, Bragg ha lasciato il consiglio comunale per diventare assistente del procuratore degli Stati Uniti nel distretto meridionale di New York.
Nel 2017 Eric Schneiderman, allora in carica come procuratore generale, ha nominato Bragg procuratore generale aggiunto di New York, dove ha diretto le divisioni giustizia penale e giustizia sociale, supervisionando le cause intentate dallo Stato contro la Donald J. Trump Foundation, Harvey Weinstein e The Weinstein Company.
Ha lasciato l'incarico nel dicembre 2018 ed è diventato professore alla New York Law School, dove è stato co-direttore del Racial Justice Project. Bragg è membro del consiglio di amministrazione della Legal Aid Society, la più grande rete di difensori d'ufficio negli Stati Uniti.

### Vita privata
Bragg ha sposato l'attivista Jamila Marie Ponton nel 2003. La coppia ha due figli.